# Elecciones al Parlamento de Andalucía de 2004
El domingo 14 de marzo de 2004 tuvieron lugar las séptimas elecciones al Parlamento de Andalucía que, convocadas conjuntamente con las elecciones generales españolas, habrían de inaugurar la VII legislatura andaluza.
A estas elecciones, en las que estaban en juego los 109 escaños del Parlamento de Andalucía, se presentaron 16 candidaturas diferentes de las que sólo obtuvieron representación parlamentaria cuatro de ellas.
El censo electoral lo integraban 6.052.012 ciudadanos de lo que acudieron a votar 4.518.545 lo que supuso una participación del 74,66% y supusieron la victoria del Partido Socialista Obrero Español de Andalucía que con los 61 escaños obtenidos obtuvo la mayoría absoluta y pudo volver a gobernar en solitario tras las dos últimas legislaturas en las que tuvo que apoyarse en el Partido Andalucista.
Tras la formación del Parlamento de Andalucía, el candidato del Partido Socialista Obrero Español de Andalucía, Manuel Chaves, fue investido presidente por quinta vez consecutiva.
La suma de PSOE e IU, mayor de tres quintos, permitió que estas dos formaciones iniciaran la reforma del Estatuto de Autonomía. El PP votó en contra de la reforma en el Parlamento de Andalucía, pero a favor de ella en las Cortes Generales después de que se admitieran sus enmiendas. El PA quedó como el único partido contrario al nuevo estatuto y que pidió el "no" para este en el referéndum. El nuevo estatuto fue aprobado en 2006 y refrendado en 2007.

## Resultados
Resultados globales:
- Presidente: Manuel Chaves
- Gobierno: PSOE
- Censo: 5.917.113
- Votantes: 4.488.130 (75,85%)
- Abstención: 1.429.364 (24,15%)
- Válidos: 4.458.960 (99,36%)
- A candidatura: 4.396.625 (97,96%)
- Escaños: 109

### Resultados por candidatura
Resultados globales para la comunidad autónoma se representan en la siguiente tabla:
| Partido                                                          | Candidato        | Votos     | %     | Escaños | +/- |
| ---------------------------------------------------------------- | ---------------- | --------- | ----- | ------- | --- |
| Partido Socialista Obrero Español de Andalucía (PSOE-A)          | Manuel Chaves    | 2.260.545 | 51,07 | 61      | +9  |
| Partido Popular (PP)                                             | Teófila Martínez | 1.426.774 | 32,23 | 37      | -9  |
| Izquierda Unida Los Verdes-Convocatoria por Andalucía (IU LV-CA) | Diego Valderas   | 337.030   | 7,61  | 6       | =   |
| Partido Andalucista (PA)                                         | Antonio Ortega   | 276.674   | 6,25  | 5       | =   |
| Foro Andaluz (FA)                                                | Manuel Pimentel  | 53.288    | 1,20  | 0       |     |
| Partido Socialista de Andalucía (PSA)                            | Pedro Pacheco    | 42.219    | 0,95  | 0       |     |
| Partido Humanista (PH)                                           |                  | 5.670     | 0,13  | 0       |     |
| Nueva Izquierda Verde Andaluza (NIVA)                            |                  | 5.065     | 0,11  | 0       |     |
| Asamblea de Andalucía (A)                                        |                  | 4.544     | 0,10  | 0       |     |
| Falange Española de las JONS (FE JONS)                           |                  | 4.437     | 0,10  | 0       |     |
| Partido de los Trabajadores en Precario (PTPRE)                  |                  | 3.321     | 0,08  | 0       |     |
| Izquierda Republicana (IR)                                       |                  | 3.130     | 0,07  | 0       |     |
| Partido Social-Demócrata Andaluz (PSDA)                          |                  | 1.642     | 0,04  | 0       |     |
| Asamblea de Izquierdas-Iniciativa por Andalucía (A-IZ)           |                  | 1.334     | 0,03  | 0       |     |
| Otra Democracia es Posible (OTRADEM)                             |                  | 525       | 0,01  | 0       |     |
| Unión Nacional (UN)                                              |                  | 523       | 0,01  | 0       |     |
| En blanco                                                        |                  | 62.335    | 1,39  | N/A     | N/A |
| Nulos                                                            |                  | 29.170    | 0,65  | N/A     | N/A |

### Votación de investidura del Presidente de la Junta
| Candidato                               | Fecha                                                    | Voto       |    |    |   |   | Total  |
| --------------------------------------- | -------------------------------------------------------- | ---------- | -- | -- | - | - | ------ |
| Manuel Chaves (PSOE-A)                  | 21 de abril de 2004 Mayoría requerida: Absoluta (55/109) | Sí         | 61 |    |   |   | 61/109 |
| Manuel Chaves (PSOE-A)                  | 21 de abril de 2004 Mayoría requerida: Absoluta (55/109) | No         |    | 36 |   |   | 36/109 |
| Manuel Chaves (PSOE-A)                  | 21 de abril de 2004 Mayoría requerida: Absoluta (55/109) | Abstención |    |    | 6 | 5 | 11/109 |
| Faltó a la votación un diputado del PP. |                                                          |            |    |    |   |   |        |

### Resultados por provincias

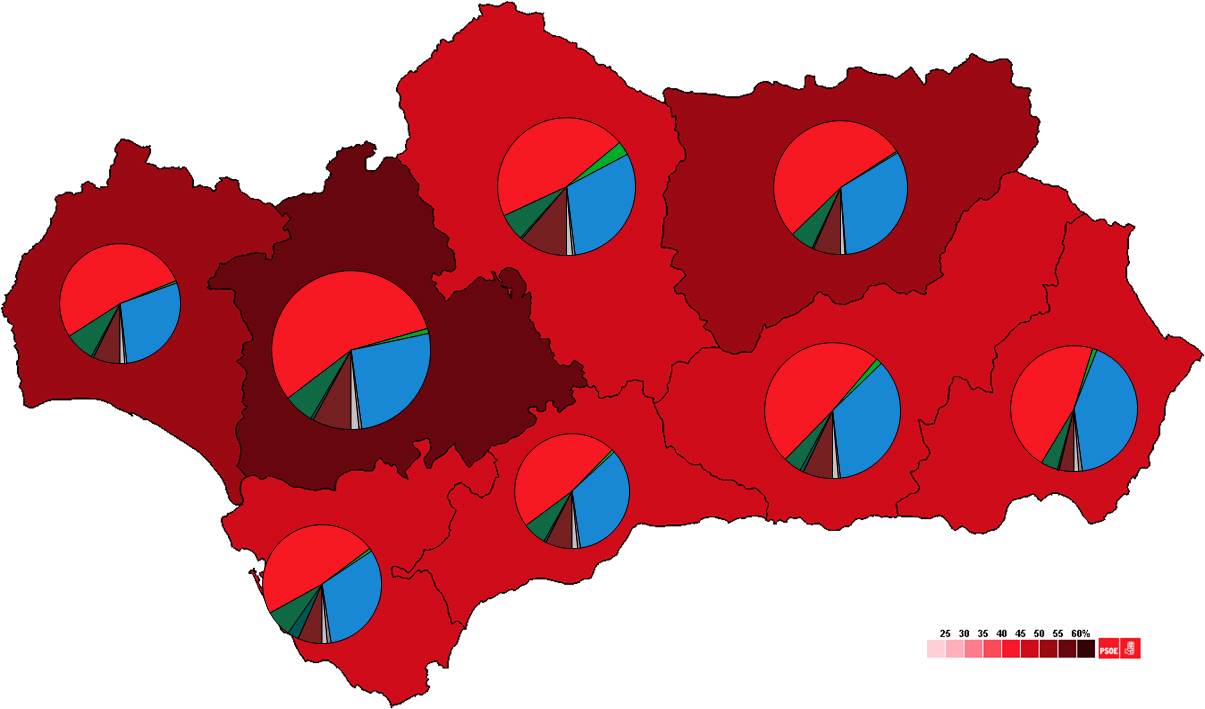
Resultados por provincia.

Las circunscripciones electorales en las elecciones al parlamento Andaluz, también en las elecciones generales españolas, coinciden con las distintas provincias. A continuación se presenta un cuadro con las provincias ordenadas por población, y consecuentemente por los diputados que aportan al parlamento, y sus resultados electorales:
| Provincia (circunscripción electoral)      | Datos                                                                                                   | Partido   | Votos   | %      | Diputados | +/- |
| ------------------------------------------ | --- | --------- | ------- | ------ | --------- | --- |
| Sevilla 1.792.420 hab. (2004) 18 diputados | Votantes: 1.098.205 (77,79%) Abstención: 313.607 (22,21%) En blanco:17.271 (1,57%) Nulos: 6.527 (0,59%) | PSOE-A    | 610.115 | 55,89  | 11        | +1  |
| Sevilla 1.792.420 hab. (2004) 18 diputados | Votantes: 1.098.205 (77,79%) Abstención: 313.607 (22,21%) En blanco:17.271 (1,57%) Nulos: 6.527 (0,59%) | PP        | 285.907 | 26,19% | 5         | -1  |
| Sevilla 1.792.420 hab. (2004) 18 diputados | Votantes: 1.098.205 (77,79%) Abstención: 313.607 (22,21%) En blanco:17.271 (1,57%) Nulos: 6.527 (0,59%) | IULV-CA   | 86.459  | 7,92%  | 1         | =   |
| Sevilla 1.792.420 hab. (2004) 18 diputados | Votantes: 1.098.205 (77,79%) Abstención: 313.607 (22,21%) En blanco:17.271 (1,57%) Nulos: 6.527 (0,59%) | PA        | 67.287  | 6,16%  | 1         | =   |
| Sevilla 1.792.420 hab. (2004) 18 diputados | Votantes: 1.098.205 (77,79%) Abstención: 313.607 (22,21%) En blanco:17.271 (1,57%) Nulos: 6.527 (0,59%) | Otros     | 24.639  | 2,26%  | 0         |     |
| Málaga 1.397.925 hab. (2004) 16 diputados  | Votantes: 735.132 (72,94%) Abstención: 272.729 (27,06%) En blanco:11.319 (1,54%) Nulos: 4.727 (0,64%)   | PSOE-A    | 345.739 | 47,34  | 8         | +1  |
| Málaga 1.397.925 hab. (2004) 16 diputados  | Votantes: 735.132 (72,94%) Abstención: 272.729 (27,06%) En blanco:11.319 (1,54%) Nulos: 4.727 (0,64%)   | PP        | 252.817 | 34,61% | 6         | -1  |
| Málaga 1.397.925 hab. (2004) 16 diputados  | Votantes: 735.132 (72,94%) Abstención: 272.729 (27,06%) En blanco:11.319 (1,54%) Nulos: 4.727 (0,64%)   | IULV-CA   | 55.255  | 7,57%  | 1         | =   |
| Málaga 1.397.925 hab. (2004) 16 diputados  | Votantes: 735.132 (72,94%) Abstención: 272.729 (27,06%) En blanco:11.319 (1,54%) Nulos: 4.727 (0,64%)   | PA        | 48.840  | 6,69%  | 1         | =   |
| Málaga 1.397.925 hab. (2004) 16 diputados  | Votantes: 735.132 (72,94%) Abstención: 272.729 (27,06%) En blanco:11.319 (1,54%) Nulos: 4.727 (0,64%)   | Otros     | 16.435  | 2,25%  | 0         |     |
| Cádiz 1.164.374 hab. (2004) 15 diputados   | Votantes: 643.893 (70,79%) Abstención: 265.646 (29,21%) En blanco: 8.856 (1,38%) Nulos: 4.023 (0,62%)   | PSOE-A    | 305.975 | 47,82  | 8         | +1  |
| Cádiz 1.164.374 hab. (2004) 15 diputados   | Votantes: 643.893 (70,79%) Abstención: 265.646 (29,21%) En blanco: 8.856 (1,38%) Nulos: 4.023 (0,62%)   | PP        | 204.412 | 31,95% | 5         | -1  |
| Cádiz 1.164.374 hab. (2004) 15 diputados   | Votantes: 643.893 (70,79%) Abstención: 265.646 (29,21%) En blanco: 8.856 (1,38%) Nulos: 4.023 (0,62%)   | PA        | 46.721  | 7,3%   | 1         | -1  |
| Cádiz 1.164.374 hab. (2004) 15 diputados   | Votantes: 643.893 (70,79%) Abstención: 265.646 (29,21%) En blanco: 8.856 (1,38%) Nulos: 4.023 (0,62%)   | IULV-CA   | 42.226  | 6,6%   | 1         | =   |
| Cádiz 1.164.374 hab. (2004) 15 diputados   | Votantes: 643.893 (70,79%) Abstención: 265.646 (29,21%) En blanco: 8.856 (1,38%) Nulos: 4.023 (0,62%)   | PSA       | 19,790  | 3,09%  | 0         |     |
| Cádiz 1.164.374 hab. (2004) 15 diputados   | Votantes: 643.893 (70,79%) Abstención: 265.646 (29,21%) En blanco: 8.856 (1,38%) Nulos: 4.023 (0,62%)   | Otros     | 11.890  | 1,86%  | 0         |     |
| Granada 841.687 hab. (2004) 13 diputados   | Votantes: 518.791 (77,54%) Abstención: 150.280 (22,46) En blanco: 6.998 (1,35%) Nulos: 3.513 (0,68%)    | PSOE-A    | 252.203 | 48,95  | 7         | +1  |
| Granada 841.687 hab. (2004) 13 diputados   | Votantes: 518.791 (77,54%) Abstención: 150.280 (22,46) En blanco: 6.998 (1,35%) Nulos: 3.513 (0,68%)    | PP        | 182.762 | 35,47% | 5         | -1  |
| Granada 841.687 hab. (2004) 13 diputados   | Votantes: 518.791 (77,54%) Abstención: 150.280 (22,46) En blanco: 6.998 (1,35%) Nulos: 3.513 (0,68%)    | IULV-CA   | 36.565  | 7,10%  | 1         | =   |
| Granada 841.687 hab. (2004) 13 diputados   | Votantes: 518.791 (77,54%) Abstención: 150.280 (22,46) En blanco: 6.998 (1,35%) Nulos: 3.513 (0,68%)    | PA        | 22.403  | 4,35%  | 0         | =   |
| Granada 841.687 hab. (2004) 13 diputados   | Votantes: 518.791 (77,54%) Abstención: 150.280 (22,46) En blanco: 6.998 (1,35%) Nulos: 3.513 (0,68%)    | Otros     | 14.347  | 1,78%  | 0         |     |
| Córdoba 779.870 hab. (2004) 13 diputados   | Votantes: 493.355 (79,64%) Abstención: 126.132 (20,36) En blanco: 6.665 (1,36%) Nulos: 3.339 (0,68%)    | PSOE-A    | 222.809 | 45,47  | 7         | +1  |
| Córdoba 779.870 hab. (2004) 13 diputados   | Votantes: 493.355 (79,64%) Abstención: 126.132 (20,36) En blanco: 6.665 (1,36%) Nulos: 3.339 (0,68%)    | PP        | 151.030 | 30,82% | 4         | -1  |
| Córdoba 779.870 hab. (2004) 13 diputados   | Votantes: 493.355 (79,64%) Abstención: 126.132 (20,36) En blanco: 6.665 (1,36%) Nulos: 3.339 (0,68%)    | IULV-CA   | 55.135  | 11,25% | 1         | =   |
| Córdoba 779.870 hab. (2004) 13 diputados   | Votantes: 493.355 (79,64%) Abstención: 126.132 (20,36) En blanco: 6.665 (1,36%) Nulos: 3.339 (0,68%)    | PA        | 31.628  | 6,45%  | 1         | =   |
| Córdoba 779.870 hab. (2004) 13 diputados   | Votantes: 493.355 (79,64%) Abstención: 126.132 (20,36) En blanco: 6.665 (1,36%) Nulos: 3.339 (0,68%)    | Foro And. | 16.027  | 3,27%  | 0         |     |
| Córdoba 779.870 hab. (2004) 13 diputados   | Votantes: 493.355 (79,64%) Abstención: 126.132 (20,36) En blanco: 6.665 (1,36%) Nulos: 3.339 (0,68%)    | Otros     | 6.722   | 1,37%  | 0         |     |
| Jaén 654.458 hab. (2004) 12 diputados      | Votantes: 420.563 (81,25%) Abstención: 97.047 (18,75) En blanco: 4.332 (1,03%) Nulos: 3.262 (0,78%)     | PSOE-A    | 221.545 | 53,09  | 7         | +1  |
| Jaén 654.458 hab. (2004) 12 diputados      | Votantes: 420.563 (81,25%) Abstención: 97.047 (18,75) En blanco: 4.332 (1,03%) Nulos: 3.262 (0,78%)     | PP        | 135.346 | 32,43% | 4         | -1  |
| Jaén 654.458 hab. (2004) 12 diputados      | Votantes: 420.563 (81,25%) Abstención: 97.047 (18,75) En blanco: 4.332 (1,03%) Nulos: 3.262 (0,78%)     | IULV-CA   | 27.749  | 6,65%  | 1         | =   |
| Jaén 654.458 hab. (2004) 12 diputados      | Votantes: 420.563 (81,25%) Abstención: 97.047 (18,75) En blanco: 4.332 (1,03%) Nulos: 3.262 (0,78%)     | PA        | 23.881  | 5,72%  | 0         | =   |
| Jaén 654.458 hab. (2004) 12 diputados      | Votantes: 420.563 (81,25%) Abstención: 97.047 (18,75) En blanco: 4.332 (1,03%) Nulos: 3.262 (0,78%)     | Otros     | 4.448   | 1,07%  | 0         |     |
| Almería 580.077 hab. (2004) 11 diputados   | Votantes: 302.467 (74,03%) Abstención: 106.114 (25,97) En blanco: 3.577 (1,18%) Nulos: 1.838 (0,61%)    | PSOE-A    | 138.419 | 46,04  | 6         | +1  |
| Almería 580.077 hab. (2004) 11 diputados   | Votantes: 302.467 (74,03%) Abstención: 106.114 (25,97) En blanco: 3.577 (1,18%) Nulos: 1.838 (0,61%)    | PP        | 126.427 | 42,05% | 5         | -1  |
| Almería 580.077 hab. (2004) 11 diputados   | Votantes: 302.467 (74,03%) Abstención: 106.114 (25,97) En blanco: 3.577 (1,18%) Nulos: 1.838 (0,61%)    | PA        | 13.192  | 4,39%  | 0         | =   |
| Almería 580.077 hab. (2004) 11 diputados   | Votantes: 302.467 (74,03%) Abstención: 106.114 (25,97) En blanco: 3.577 (1,18%) Nulos: 1.838 (0,61%)    | IULV-CA   | 11.600  | 3,86%  | 0         | =   |
| Almería 580.077 hab. (2004) 11 diputados   | Votantes: 302.467 (74,03%) Abstención: 106.114 (25,97) En blanco: 3.577 (1,18%) Nulos: 1.838 (0,61%)    | Otros     | 7.414   | 2,47%  | 0         |     |
| Huelva 476.707 hab. (2004) 11 diputados    | Votantes: 275.724 (73,82%) Abstención: 97.809 (26,18) En blanco: 3.317 (1,20%) Nulos: 1.941 (0,70%)     | PSOE-A    | 144.675 | 52,84  | 7         | +1  |
| Huelva 476.707 hab. (2004) 11 diputados    | Votantes: 275.724 (73,82%) Abstención: 97.809 (26,18) En blanco: 3.317 (1,20%) Nulos: 1.941 (0,70%)     | PP        | 78.795  | 28,78% | 3         | -2  |
| Huelva 476.707 hab. (2004) 11 diputados    | Votantes: 275.724 (73,82%) Abstención: 97.809 (26,18) En blanco: 3.317 (1,20%) Nulos: 1.941 (0,70%)     | PA        | 21.988  | 8,03%  | 1         | +1  |
| Huelva 476.707 hab. (2004) 11 diputados    | Votantes: 275.724 (73,82%) Abstención: 97.809 (26,18) En blanco: 3.317 (1,20%) Nulos: 1.941 (0,70%)     | IULV-CA   | 20.046  | 7,32%  | 0         | =   |
| Huelva 476.707 hab. (2004) 11 diputados    | Votantes: 275.724 (73,82%) Abstención: 97.809 (26,18) En blanco: 3.317 (1,20%) Nulos: 1.941 (0,70%)     | Otros     | 4.962   | 1,21%  | 0         |     |

### Resultados por ciudades
A continuación se muestra una tabla con los resultados en las doce ciudades andaluzas que tenían una población mayor a 100.000 habitantes en 2004, en orden decreciente:
| Municipio                                | Datos                                                                                                 | Partido   | Votos   | %      |
| ---------------------------------------- | --- | --------- | ------- | ------ |
| Sevilla 704.203 hab. (2004)              | Votantes: 432.499 (76,26%) Abstención: 134.621 (23,74%) En blanco: 9.457 (2,19%) Nulos: 2.168 (0,50%) | PSOE-A    | 210.125 | 48,83% |
| Sevilla 704.203 hab. (2004)              | Votantes: 432.499 (76,26%) Abstención: 134.621 (23,74%) En blanco: 9.457 (2,19%) Nulos: 2.168 (0,50%) | PP        | 142.608 | 33,14% |
| Sevilla 704.203 hab. (2004)              | Votantes: 432.499 (76,26%) Abstención: 134.621 (23,74%) En blanco: 9.457 (2,19%) Nulos: 2.168 (0,50%) | IULV-CA   | 31.607  | 7,34%  |
| Sevilla 704.203 hab. (2004)              | Votantes: 432.499 (76,26%) Abstención: 134.621 (23,74%) En blanco: 9.457 (2,19%) Nulos: 2.168 (0,50%) | PA        | 25.060  | 5,82%  |
| Sevilla 704.203 hab. (2004)              | Votantes: 432.499 (76,26%) Abstención: 134.621 (23,74%) En blanco: 9.457 (2,19%) Nulos: 2.168 (0,50%) | Otros     | 11.474  | 2,67%  |
| Málaga 547.731 hab. (2004)               | Votantes: 304.878 (71,57%) Abstención: 121.104 (28,43%) En blanco: 6.006 (1,98%) Nulos: 1.655 (0,54%) | PSOE-A    | 134.059 | 44,21% |
| Málaga 547.731 hab. (2004)               | Votantes: 304.878 (71,57%) Abstención: 121.104 (28,43%) En blanco: 6.006 (1,98%) Nulos: 1.655 (0,54%) | PP        | 115.866 | 38,21% |
| Málaga 547.731 hab. (2004)               | Votantes: 304.878 (71,57%) Abstención: 121.104 (28,43%) En blanco: 6.006 (1,98%) Nulos: 1.655 (0,54%) | IULV-CA   | 22.700  | 7,49%  |
| Málaga 547.731 hab. (2004)               | Votantes: 304.878 (71,57%) Abstención: 121.104 (28,43%) En blanco: 6.006 (1,98%) Nulos: 1.655 (0,54%) | PA        | 17.461  | 5,76%  |
| Málaga 547.731 hab. (2004)               | Votantes: 304.878 (71,57%) Abstención: 121.104 (28,43%) En blanco: 6.006 (1,98%) Nulos: 1.655 (0,54%) | Otros     | 7.131   | 1,98%  |
| Córdoba 319.692 hab. (2004)              | Votantes: 195.113 (76,30%) Abstención: 60.615 (23,70%) En blanco: 3.923 (2,01%) Nulos: 1.155 (0,59%)  | PP        | 77.421  | 39,92% |
| Córdoba 319.692 hab. (2004)              | Votantes: 195.113 (76,30%) Abstención: 60.615 (23,70%) En blanco: 3.923 (2,01%) Nulos: 1.155 (0,59%)  | PSOE-A    | 66.601  | 34,34% |
| Córdoba 319.692 hab. (2004)              | Votantes: 195.113 (76,30%) Abstención: 60.615 (23,70%) En blanco: 3.923 (2,01%) Nulos: 1.155 (0,59%)  | IULV-CA   | 25.302  | 13,04% |
| Córdoba 319.692 hab. (2004)              | Votantes: 195.113 (76,30%) Abstención: 60.615 (23,70%) En blanco: 3.923 (2,01%) Nulos: 1.155 (0,59%)  | Foro And. | 10.680  | 5,51%  |
| Córdoba 319.692 hab. (2004)              | Votantes: 195.113 (76,30%) Abstención: 60.615 (23,70%) En blanco: 3.923 (2,01%) Nulos: 1.155 (0,59%)  | Otros     | 10.031  | 5,17%  |
| Granada 238.292 hab. (2004)              | Votantes: 152.826 (77,72%) Abstención: 43.815 (22,28%) En blanco: 3.190 (2,09%) Nulos: 872 (0,57%)    | PP        | 69.247  | 45,57% |
| Granada 238.292 hab. (2004)              | Votantes: 152.826 (77,72%) Abstención: 43.815 (22,28%) En blanco: 3.190 (2,09%) Nulos: 872 (0,57%)    | PSOE      | 57.982  | 38,16% |
| Granada 238.292 hab. (2004)              | Votantes: 152.826 (77,72%) Abstención: 43.815 (22,28%) En blanco: 3.190 (2,09%) Nulos: 872 (0,57%)    | IU        | 10.245  | 6,74%  |
| Granada 238.292 hab. (2004)              | Votantes: 152.826 (77,72%) Abstención: 43.815 (22,28%) En blanco: 3.190 (2,09%) Nulos: 872 (0,57%)    | PA        | 4.512   | 2,97%  |
| Granada 238.292 hab. (2004)              | Votantes: 152.826 (77,72%) Abstención: 43.815 (22,28%) En blanco: 3.190 (2,09%) Nulos: 872 (0,57%)    | Otros     | 6.778   | 4,46%  |
| Jerez de la Frontera 192.648 hab. (2004) | Votantes: 107.081 (70,59%) Abstención: 44.615 (29,41%) En blanco: 1.778 (1,66%) Nulos: 498 (0,47%)    | PSOE-A    | 47.545  | 44,61% |
| Jerez de la Frontera 192.648 hab. (2004) | Votantes: 107.081 (70,59%) Abstención: 44.615 (29,41%) En blanco: 1.778 (1,66%) Nulos: 498 (0,47%)    | PP        | 34.131  | 32,02% |
| Jerez de la Frontera 192.648 hab. (2004) | Votantes: 107.081 (70,59%) Abstención: 44.615 (29,41%) En blanco: 1.778 (1,66%) Nulos: 498 (0,47%)    | PSA       | 10.904  | 10,23% |
| Jerez de la Frontera 192.648 hab. (2004) | Votantes: 107.081 (70,59%) Abstención: 44.615 (29,41%) En blanco: 1.778 (1,66%) Nulos: 498 (0,47%)    | IULV-CA   | 6.074   | 5,70%  |
| Jerez de la Frontera 192.648 hab. (2004) | Votantes: 107.081 (70,59%) Abstención: 44.615 (29,41%) En blanco: 1.778 (1,66%) Nulos: 498 (0,47%)    | Otros     | 6.151   | 5,77%  |
| Almería 177.681 hab. (2004)              | Votantes: 95.737 (71,62%) Abstención: 37.932 (28,98%) En blanco: 1.610 (1,68%) Nulos: 504 (0,53%)     | PP        | 42.770  | 44,91% |
| Almería 177.681 hab. (2004)              | Votantes: 95.737 (71,62%) Abstención: 37.932 (28,98%) En blanco: 1.610 (1,68%) Nulos: 504 (0,53%)     | PSOE-A    | 38.885  | 40,83% |
| Almería 177.681 hab. (2004)              | Votantes: 95.737 (71,62%) Abstención: 37.932 (28,98%) En blanco: 1.610 (1,68%) Nulos: 504 (0,53%)     | IULV-CA   | 5.066   | 5,32%  |
| Almería 177.681 hab. (2004)              | Votantes: 95.737 (71,62%) Abstención: 37.932 (28,98%) En blanco: 1.610 (1,68%) Nulos: 504 (0,53%)     | PA        | 3.717   | 3,90%  |
| Almería 177.681 hab. (2004)              | Votantes: 95.737 (71,62%) Abstención: 37.932 (28,98%) En blanco: 1.610 (1,68%) Nulos: 504 (0,53%)     | Otros     | 3.185   | 3,34%  |
| Huelva 144.369 hab. (2004)               | Votantes: 82.009 (70,89%) Abstención: 33.670 (29,11%) En blanco: 1.452 (1,77%) Nulos: 561 (0,68%)     | PSOE-A    | 38.321  | 47,05% |
| Huelva 144.369 hab. (2004)               | Votantes: 82.009 (70,89%) Abstención: 33.670 (29,11%) En blanco: 1.452 (1,77%) Nulos: 561 (0,68%)     | PP        | 28.925  | 35,51% |
| Huelva 144.369 hab. (2004)               | Votantes: 82.009 (70,89%) Abstención: 33.670 (29,11%) En blanco: 1.452 (1,77%) Nulos: 561 (0,68%)     | IULV-CA   | 5.525   | 6,78%  |
| Huelva 144.369 hab. (2004)               | Votantes: 82.009 (70,89%) Abstención: 33.670 (29,11%) En blanco: 1.452 (1,77%) Nulos: 561 (0,68%)     | PA        | 5.366   | 6,59%  |
| Huelva 144.369 hab. (2004)               | Votantes: 82.009 (70,89%) Abstención: 33.670 (29,11%) En blanco: 1.452 (1,77%) Nulos: 561 (0,68%)     | Otros     | 1.859   | 1,78%  |
| Cádiz 133.242 hab. (2004)                | Votantes: 80.201 (71,86%) Abstención: 31.399 (28,14%) En blanco: 1.567 (1,95%) Nulos: 475 (0,59%)     | PP        | 33.789  | 42,38% |
| Cádiz 133.242 hab. (2004)                | Votantes: 80.201 (71,86%) Abstención: 31.399 (28,14%) En blanco: 1.567 (1,95%) Nulos: 475 (0,59%)     | PSOE-A    | 32.618  | 40,91% |
| Cádiz 133.242 hab. (2004)                | Votantes: 80.201 (71,86%) Abstención: 31.399 (28,14%) En blanco: 1.567 (1,95%) Nulos: 475 (0,59%)     | IULV-CA   | 5.199   | 6,52   |
| Cádiz 133.242 hab. (2004)                | Votantes: 80.201 (71,86%) Abstención: 31.399 (28,14%) En blanco: 1.567 (1,95%) Nulos: 475 (0,59%)     | PA        | 3.598   | 4,51%  |
| Cádiz 133.242 hab. (2004)                | Votantes: 80.201 (71,86%) Abstención: 31.399 (28,14%) En blanco: 1.567 (1,95%) Nulos: 475 (0,59%)     | Otros     | 2.955   | 3,70%  |
| Marbella 117.353 hab. (2004)             | Votantes: 50.850 (66,38%) Abstención: 25.749 (33,62%) En blanco: 927 (1,82%) Nulos: 308 (0,61%)       | PSOE-A    | 23.563  | 46,62  |
| Marbella 117.353 hab. (2004)             | Votantes: 50.850 (66,38%) Abstención: 25.749 (33,62%) En blanco: 927 (1,82%) Nulos: 308 (0,61%)       | PP        | 18.049  | 35,71% |
| Marbella 117.353 hab. (2004)             | Votantes: 50.850 (66,38%) Abstención: 25.749 (33,62%) En blanco: 927 (1,82%) Nulos: 308 (0,61%)       | PA        | 3.733   | 7,39%  |
| Marbella 117.353 hab. (2004)             | Votantes: 50.850 (66,38%) Abstención: 25.749 (33,62%) En blanco: 927 (1,82%) Nulos: 308 (0,61%)       | IULV-CA   | 2.846   | 5,63%  |
| Marbella 117.353 hab. (2004)             | Votantes: 50.850 (66,38%) Abstención: 25.749 (33,62%) En blanco: 927 (1,82%) Nulos: 308 (0,61%)       | Otros     | 1.424   | 2,82%  |
| Jaén 115.917 hab. (2004)                 | Votantes: 72.156 (79,71%) Abstención: 18.370 (20,29%) En blanco: 1.425 (1,97%) Nulos: 549 (0,76%)     | PSOE-A    | 30.995  | 43,28% |
| Jaén 115.917 hab. (2004)                 | Votantes: 72.156 (79,71%) Abstención: 18.370 (20,29%) En blanco: 1.425 (1,97%) Nulos: 549 (0,76%)     | PP        | 30.598  | 42,73% |
| Jaén 115.917 hab. (2004)                 | Votantes: 72.156 (79,71%) Abstención: 18.370 (20,29%) En blanco: 1.425 (1,97%) Nulos: 549 (0,76%)     | IULV-CA   | 4.040   | 5,64   |
| Jaén 115.917 hab. (2004)                 | Votantes: 72.156 (79,71%) Abstención: 18.370 (20,29%) En blanco: 1.425 (1,97%) Nulos: 549 (0,76%)     | PA        | 3.426   | 4,78%  |
| Jaén 115.917 hab. (2004)                 | Votantes: 72.156 (79,71%) Abstención: 18.370 (20,29%) En blanco: 1.425 (1,97%) Nulos: 549 (0,76%)     | Otros     | 1.123   | 1,57%  |
| Algeciras 109.665 hab. (2004)            | Votantes: 56.925 (67,83%) Abstención: 26.993 (32,17%) En blanco: 778 (1,38%) Nulos: 290 (0,51%)       | PSOE-A    | 27.414  | 48,41% |
| Algeciras 109.665 hab. (2004)            | Votantes: 56.925 (67,83%) Abstención: 26.993 (32,17%) En blanco: 778 (1,38%) Nulos: 290 (0,51%)       | PP        | 16.922  | 29,88% |
| Algeciras 109.665 hab. (2004)            | Votantes: 56.925 (67,83%) Abstención: 26.993 (32,17%) En blanco: 778 (1,38%) Nulos: 290 (0,51%)       | PA        | 6.617   | 11,69% |
| Algeciras 109.665 hab. (2004)            | Votantes: 56.925 (67,83%) Abstención: 26.993 (32,17%) En blanco: 778 (1,38%) Nulos: 290 (0,51%)       | IULV-CA   | 3.048   | 5,38%  |
| Algeciras 109.665 hab. (2004)            | Votantes: 56.925 (67,83%) Abstención: 26.993 (32,17%) En blanco: 778 (1,38%) Nulos: 290 (0,51%)       | Otros     | 1.846   | 3,26%  |
| Dos Hermanas 109.595 hab. (2004)         | Votantes: 62.128 (74,17%) Abstención: 21.636 (25,83%) En blanco: 1.004 (1,62%) Nulos: 278 (0,45%)     | PSOE-A    | 36.933  | 59,71% |
| Dos Hermanas 109.595 hab. (2004)         | Votantes: 62.128 (74,17%) Abstención: 21.636 (25,83%) En blanco: 1.004 (1,62%) Nulos: 278 (0,45%)     | PP        | 13.795  | 22,30% |
| Dos Hermanas 109.595 hab. (2004)         | Votantes: 62.128 (74,17%) Abstención: 21.636 (25,83%) En blanco: 1.004 (1,62%) Nulos: 278 (0,45%)     | IULV-CA   | 4.869   | 7,87%  |
| Dos Hermanas 109.595 hab. (2004)         | Votantes: 62.128 (74,17%) Abstención: 21.636 (25,83%) En blanco: 1.004 (1,62%) Nulos: 278 (0,45%)     | PA        | 3.260   | 5,27%  |
| Dos Hermanas 109.595 hab. (2004)         | Votantes: 62.128 (74,17%) Abstención: 21.636 (25,83%) En blanco: 1.004 (1,62%) Nulos: 278 (0,45%)     | Otros     | 1.989   | 3,22%  |

## Diputados electos
Relación de diputados proclamados electos:
|  | Nombre                                | Lista   | Circunscripción |
|  | ------------------------------------- | ------- | --------------- |
|  | Martín Soler Márquez                  | PSOE-A  | Almería         |
|  | Fuensanta Coves Botella               | PSOE-A  | Almería         |
|  | Juan Antonio Segura Vizcaíno          | PSOE-A  | Almería         |
|  | María Dolores Casajust Bonillo        | PSOE-A  | Almería         |
|  | Manuel García Quero                   | PSOE-A  | Almería         |
|  | Raquel Serón Sánchez                  | PSOE-A  | Almería         |
|  | Luis Rogelio Rodríguez-Comedor Pérez  | PP      | Almería         |
|  | Eugenio Jesús Gonzálvez García        | PP      | Almería         |
|  | María del Carmen Crespo Díaz          | PP      | Almería         |
|  | Julio Vázquez Fernández               | PP      | Almería         |
|  | Aránzazu Martín Moya                  | PP      | Almería         |
|  | Manuel Chaves González                | PSOE-A  | Cádiz           |
|  | Regina Cuenca Cabeza                  | PSOE-A  | Cádiz           |
|  | Luis Pizarro Medina                   | PSOE-A  | Cádiz           |
|  | María del Carmen Collado Jiménez      | PSOE-A  | Cádiz           |
|  | José Luis Blanco Romero               | PSOE-A  | Cádiz           |
|  | Juan María Cornejo López              | PSOE-A  | Cádiz           |
|  | María Cózar Andrades                  | PSOE-A  | Cádiz           |
|  | Raquel Arenal Catena                  | PSOE-A  | Cádiz           |
|  | Teófila Martínez Saiz                 | PP      | Cádiz           |
|  | María José García-Pelayo Jurado       | PP      | Cádiz           |
|  | José Luis Sanz Ruiz                   | PP      | Cádiz           |
|  | Jorge Ramos Aznar                     | PP      | Cádiz           |
|  | Juan Manuel Armario Vázquez           | PP      | Cádiz           |
|  | Antonio Moreno Olmedo                 | PA      | Cádiz           |
|  | Ignacio Pelayo García Rodríguez       | IULV-CA | Córdoba         |
|  | José Antonio Griñán Martínez          | PSOE-A  | Córdoba         |
|  | María Isabel Ambrosio Palos           | PSOE-A  | Córdoba         |
|  | Manuel Gracia Navarro                 | PSOE-A  | Córdoba         |
|  | Elisa Lopera Lopera                   | PSOE-A  | Córdoba         |
|  | Juan Antonio Cebrián Pastor           | PSOE-A  | Córdoba         |
|  | María Araceli Carrillo Pérez          | PSOE-A  | Córdoba         |
|  | María Eulalia Quevedo Ariza           | PSOE-A  | Córdoba         |
|  | María Jesús Botella Serrano           | PP      | Córdoba         |
|  | Salvador Fuentes Lopera               | PP      | Córdoba         |
|  | Luis Martín Luna                      | PP      | Córdoba         |
|  | María Luisa Ceballos Casas            | PP      | Córdoba         |
|  | José Manuel Mariscal Cifuentes        | IULV-CA | Córdoba         |
|  | José Calvo Poyato                     | PA      | Córdoba         |
|  | Clara Eugenia Aguilera García         | PSOE-A  | Granada         |
|  | Francisco José Álvarez de la Chica    | PSOE-A  | Granada         |
|  | Cándida Martínez López                | PSOE-A  | Granada         |
|  | Ángel Javier Gallego Morales          | PSOE-A  | Granada         |
|  | Rocío Palacios de Haro                | PSOE-A  | Granada         |
|  | José García Giralte                   | PSOE-A  | Granada         |
|  | Concepción Ramírez Marín              | PSOE-A  | Granada         |
|  | Juan de Dios Martínez Soriano         | PP      | Granada         |
|  | Carolina González Vigo                | PP      | Granada         |
|  | Carlos Rojas García                   | PP      | Granada         |
|  | Santiago Pérez López                  | PP      | Granada         |
|  | José Torrente García                  | PP      | Granada         |
|  | Pedro Vaquero del Pozo                | IULV-CA | Granada         |
|  | Petronila Guerrero Rosado             | PSOE-A  | Huelva          |
|  | Isaías Pérez Saldaña                  | PSOE-A  | Huelva          |
|  | Mario Jesús Jiménez Díaz              | PSOE-A  | Huelva          |
|  | María Cinta Castillo Jiménez          | PSOE-A  | Huelva          |
|  | Antonia Jesús Moro Cárdeno            | PSOE-A  | Huelva          |
|  | Manuel Alfonso Jiménez                | PSOE-A  | Huelva          |
|  | Iván Martínez Iglesia                 | PSOE-A  | Huelva          |
|  | Pedro Rodríguez González              | PP      | Huelva          |
|  | Matías Conde Vázquez                  | PP      | Huelva          |
|  | José Luis Rodríguez Domínguez         | PP      | Huelva          |
|  | Miguel Romero Palacios                | PA      | Huelva          |
|  | María del Mar Moreno Ruiz             | PSOE-A  | Jaén            |
|  | Gaspar Carlos Zarrías Arévalo         | PSOE-A  | Jaén            |
|  | Carmen Purificación Peñalver Pérez    | PSOE-A  | Jaén            |
|  | Francisco Vallejo Serrano             | PSOE-A  | Jaén            |
|  | Rosa Isabel Ríos Martínez             | PSOE-A  | Jaén            |
|  | Fidel Mesa Ciriza                     | PSOE-A  | Jaén            |
|  | Francisca Medina Teva                 | PSOE-A  | Jaén            |
|  | José Enrique Fernández de Moya Romero | PP      | Jaén            |
|  | Miguel Sánchez de Alcázar Ocaña       | PP      | Jaén            |
|  | Juan Pizarro Navarrete                | PP      | Jaén            |
|  | María Pilar Ager Hidalgo              | PP      | Jaén            |
|  | José Cabrero Palomares                | IULV-CA | Jaén            |
|  | Paulino Plata Cánovas                 | PSOE-A  | Málaga          |
|  | Luciano Alonso Alonso                 | PSOE-A  | Málaga          |
|  | Rosario Torres Ruiz                   | PSOE-A  | Málaga          |
|  | Juan Paniagua Díaz                    | PSOE-A  | Málaga          |
|  | Isabel Muñoz Durán                    | PSOE-A  | Málaga          |
|  | Mariano Ruiz Cuadra                   | PSOE-A  | Málaga          |
|  | Dolores Blanca Mena                   | PSOE-A  | Málaga          |
|  | Francisco Daniel Moreno Parrado       | PSOE-A  | Málaga          |
|  | Joaquín Luis Ramírez Rodríguez        | PP      | Málaga          |
|  | María Esperanza Oña Sevilla           | PP      | Málaga          |
|  | Ana María Corredera Quintana          | PP      | Málaga          |
|  | Antonio Manuel Garrido Moraga         | PP      | Málaga          |
|  | María Begoña Chacón Gutiérrez         | PP      | Málaga          |
|  | José Alberto Armijo Navas             | PP      | Málaga          |
|  | Antonio Romero Ruiz                   | IULV-CA | Málaga          |
|  | Ildefonso Manuel Dell’Olmo García     | PA      | Málaga          |
|  | José Caballos Mojeda                  | PSOE-A  | Sevilla         |
|  | María Aurora Atoche Navarro           | PSOE-A  | Sevilla         |
|  | José Antonio Viera Chacón             | PSOE-A  | Sevilla         |
|  | María del Pilar Gómez Casero          | PSOE-A  | Sevilla         |
|  | José Francisco Pérez Moreno           | PSOE-A  | Sevilla         |
|  | María Isabel Montaño Requena          | PSOE-A  | Sevilla         |
|  | Eduardo Bohórquez Leiva               | PSOE-A  | Sevilla         |
|  | Elia Rosa Maldonado Maldonado         | PSOE-A  | Sevilla         |
|  | José Muñoz Sánchez                    | PSOE-A  | Sevilla         |
|  | Verónica Pérez Fernández              | PSOE-A  | Sevilla         |
|  | José Francisco Montero Rodríguez      | PSOE    | Sevilla         |
|  | Antonio Sanz Cabello                  | PP      | Sevilla         |
|  | Ricardo Tarno Blanco                  | PP      | Sevilla         |
|  | María José Camilleri Hernández        | PP      | Sevilla         |
|  | Rafael Javier Salas Machuca           | PP      | Sevilla         |
|  | Miguel Ángel Araúz Rivero             | PP      | Sevilla         |
|  | Concepción Caballero Cubillo          | IULV-CA | Sevilla         |
|  | Antonio Ortega García                 | PA      | Sevilla         |